# Yuragi-sō no Yūna-san
Yuuna and the Haunted Hot Springs é uma série de mangá japonesa escrita e ilustrada por Tadahiro Miura. O mangá foi serializado na revista Weekly Shōnen Jump da Shueisha de fevereiro de 2016 a junho de 2020 e coletado em vinte e quatro volumes tankōbon.
Na América do Norte, a Seven Seas Entertainment publica a série, com o primeiro volume sendo lançado em maio de 2018. Uma adaptação da série de televisão para anime pelo estúdio Xebec foi ao ar de julho a setembro de 2018.

## Trama
A série segue a vida do estudante do ensino médio sem sorte e sem-teto Kogarashi Fuyuzora. Em sua busca por um lar, ele é apresentado ao Yuragi Inn, uma pensão barata e antiga pousada de fontes termais. A razão pela qual o aluguel é tão barato é porque é assombrado pelo belo espírito fantasma Yuuna, cujo cadáver foi descoberto na pousada. Kogarashi então ajuda Yuuna com seus negócios inacabados, enquanto descobre os segredos sobrenaturais do resto das inquilinas.

## Personagens

### Principal
Kogarashi Fuyuzora (冬空 コガラシ, Fuyuzora Kogarashi)
Dublado por: Yūki Ono 
Um poderoso psíquico que pode derrotar seus inimigos facilmente. Antes do início da história, ele era um sem-teto antes de vir para o Yuragi Inn. Quando criança, ele muitas vezes viveu em orfanatos. Para seu desgosto, seu corpo era suscetível a ser facilmente possuído por espíritos, causando infortúnios em sua infância. No entanto, ele foi capaz de se tornar fisicamente e espiritualmente mais forte após o treinamento sob Ōga Makyōin (魔境院逢牙, Makyōin Ōga), um descendente do Yatahagane (八咫鋼, Yatahagane ) família. Ele é a única pessoa viva conhecida que pode usar as habilidades do Yatahagane, mas também herda as fraquezas do Yatahagane. Kogarashi é extremamente popular com as mulheres ao seu redor, com quase todas as personagens femininas sendo um interesse amoroso dele e se ele percebe ou não sua afeição por ele é totalmente desconhecido. As garotas que demonstraram estar apaixonadas por ele são Yuuna, Chisaki, Sagiri, Oboro, Hibari e Karura, com as duas últimas já tendo confessado e sido rejeitadas por ele, embora isso só as tenha tornado mais ousadas em suas buscas. Mais tarde, ele sacrifica sua vida para salvá-los depois que seu corpo é roubado por um Oni que tentou matá-los destruindo temporariamente seu próprio corpo. Ele logo é revivido através dos esforços de todos a tempo de destruir aquele Oni de uma vez por todas.
Yuuna Yunohana (湯ノ花幽奈, Yunohana Yuna)
Dublado por: Miyuri Shimabukuro 
Ela é uma fantasma que está vinculado ao Yuragi Inn. Ela não se lembra de sua vida quando estava viva e pede a ajuda de Kogarashi para ajudá-la a descobrir quem ela era, desenvolvendo um apego a ele no processo. No mangá, no entanto, ela foi revelada como um clone feito de Mahoro Tenko e um lendário monstro Garando. Ela é a lendária Genryūsai Tenko, uma poderosa guerreira conhecida por suas proezas psíquicas. Mais tarde, ela usa suas habilidades depois que ela desbloqueia suas memórias, mas manteve sua identidade Yūna, e seu status de fantasma vinculado foi enfraquecido o suficiente para vagar na pousada à noite. No final da série, ela permanece ligada ao mundo dos vivos, apesar de limpar seus arrependimentos por querer ficar com Kogarashi, com quem se casa logo depois.
Sagiri Ameno (雨野狭霧, Ameno Sagiri)
Dublado por: Rie Takahashi 
Uma ninja de um clã de ninjas matadores de demônios. Ela é dedicada ao seu dever como ninja, passando o tempo em missões para destruir criaturas sobrenaturais nocivas. Embora ela também tenha desenvolvido sentimentos em relação a Kogarashi, ela escolhe engarrafá-los para seu próprio orgulho e sua intenção de não atrapalhar as outras garotas que amam Kogarashi. Depois que ela desbloqueou sua armadura espiritual final, ela confessa seu amor.
Yaya Fushiguro (伏黒夜々 , Fushiguro Yaya)
Dublado por: Yui Ogura 
Uma garota tímida que age como um recipiente para um deus gato. Ela exibe um comportamento semelhante ao de um gato, além de ter orelhas e cauda de gato quando é possuída por ele. Através de seu vínculo, ela é capaz de invocar seu poder sempre que necessário, e ela também pode deformar mais deuses de gatos através de seu corpo, mas ao custo de suas habilidades de gato temporariamente.
Chitose Nakai (仲居ちとせ, Nakai Chitose)
Dublado por: Sayaka Harada 
Um zashiki-warashi que é o zelador do Yuragi Inn. Ela tem o poder de manipular a fortuna dos outros, mas raramente o usa por causa de suas possíveis consequências. Ela também entra no ensino médio graças a Tsutomu, seu amigo de infância que virou diretor. Ela esconde o fato de que ela entra na escola, até que seu disfarce foi descoberto.
Nonko Arahabaki (荒覇吐呑子, Arahabaki Nonko)
Dublado por: Ai Kakuma 
Um oni que trabalha como autor de mangá. Ela adora beber álcool, e à medida que fica mais bêbada, seu poder como oni cresce, mas nem sempre precisa beber, seu clã absorve o álcool. Ela é anteriormente um membro da família Yoinozaka (宵ノ坂, Yoinozaka ) , uma das três grandes famílias do Japão, mas deixou o clã e perseguiu suas paixões. Ela é bastante enérgica, mas uma cabeça de vento.
Chisaki Miyazaki (宮崎千紗希, Miyazaki Chisaki)
Dublado por: Eri Suzuki 
Uma garota que faz amizade com Kogarashi depois de conhecê-lo durante o primeiro dia do ensino médio. Ela também é uma garota popular na escola, conhecida por sua beleza. Mais tarde, ela desenvolve sentimentos por Kogarashi quando ele mostra ser uma pessoa confiável. Ela também faz amizade com Yuuna, mas inicialmente é incapaz de vê-la devido à falta de poderes sobrenaturais, contando assim com formas escritas de comunicação para falar com ela. Quando Koyuzu a possui, ela desenvolve sua visão fantasma, permitindo que ela veja Yuuna.
Koyuzu Shigaraki (信楽こゆず, Shigaraki Koyuzu)
Dublado por: Anzu Haruno 
Um tanuki que estava perseguindo secretamente Chisaki para criar o disfarce humano perfeito. Depois de ser descoberta por Chisaki, Kogarashi e Yuuna, ela finalmente começa a viver no Yuragi Inn depois de viver sozinha por algum tempo. Ela pode criar encantos de folhas que podem transformar a si mesma ou a outros objetos em novas formas, mas terrível na própria transformação humana, fato que ela não pode viver como outros tanukis que vivem no mundo humano. Ela também pode possuir outras pessoas, especialmente Chisaki. Ela era madura o suficiente para viver sozinha, de acordo com as regras de sua raça, já que os tanukis eram maduros com um ano de idade, ela é um tanuki de 10 anos.
Oboro Shinto (神刀朧, Shinto Oboro)
Dublado por: Mikako Komatsu 
O retentor-chefe e a meia-irmã mais velha de Genshiro Ryuga (龍雅玄士郎, Ryūga Genshirō ) ,o Deus Dragão Negro, como ela nasceu da cauda do Senhor Dragão. A mãe de Genshiro a desprezou por não ser sua filha e a relegou ao serviço de criada. Ela é uma mulher estoica que se muda para o Yuragi Inn depois de ficar impressionada com a força física e espiritual de Kogarashi. Sua motivação para se mudar é preservar a linhagem de sua família, tentando seduzir Kogarashi. Conforme ela continua neste plano e interagindo com os outros inquilinos, ela começa a demonstrar emoções e sentimentos românticos genuínos. Ela e seu irmão têm a habilidade de manipular seus braços em lâminas.

## Publicação
A série de mangá é escrita e ilustrada por Tadahiro Miura. Começou a serialização na 10ª edição da revista Weekly Shōnen Jump da Shueisha em 8 de fevereiro de 2016. Em maio de 2020, na 26ª edição da Weekly Shōnen Jump , foi anunciado que a série atingiria seu clímax na 27ª edição, publicado em 8 de junho de 2020. Um capítulo especial foi publicado na edição de verão da Jump Giga em 27 de julho de 2020.  A Shueisha compilou seus capítulos em vinte e quatro volumes tankōbon individuais, lançados de 3 de junho de 2016 a 4 de dezembro de 2020.   Na América do Norte, a série foi licenciada em inglês pela Seven Seas Entertainment, que lançou o primeiro volume sob sua marca Ghost Ship em 8 de maio de 2018.

## Mídia

### Anime
Uma adaptação para anime do mangá foi anunciada na 50ª edição da revista Weekly Shōnen Jump em novembro de 2017, mais tarde revelou ser uma série de televisão. O anime é dirigido por Tsuyoshi Nagasawa na Xebec, com Hideaki Koyasu cuidando da composição da série, Kyoko Taketani desenhou os personagens, Jin Aketagawa cuidou da direção de som e Tomoki Kikuya compôs a música. O tema de abertura é "Momoiro Typhoon"  interpretada por Luna Haruna, enquanto a música tema de encerramento é "Happen" interpretada pelos membros do elenco Miyuri Shimabukuro, Eri Suzuki e Rie Takahashi.

### Videogames
Um videogame de FuRyu intitulado Yuuna and the Haunted Hot Springs: Steam Dungeon foi lançado para PlayStation 4 em 15 de novembro de 2018.Um jogo para celular intitulado Yuragi-sō no Yūna-san: Dororon Onsen Daikikō  iniciou o serviço em abril de 2019 e encerrou o serviço em 25 de dezembro de 2019.

## Recepção
A natureza sexual da série em uma revista cujos leitores incluem crianças atraiu controvérsia no Japão.